# Calycophysum
Calycophysum es un género  de plantas fanerógamas perteneciente a la familia Cucurbitaceae. Comprende 9 especies descritas y de estas, solo 5 aceptadas.

## Taxonomía
El género fue descrito por H.Karst. & Triana y publicado en Nuevos Jeneros i Especies 20. 1854[1855]. La especie tipo es: Calycophysum pedunculatum H.Karst. & Triana

## Especies aceptadas
A continuación se brinda un listado de las especies del género Calycophysum aceptadas hasta febrero de 2015, ordenadas alfabéticamente. Para cada una se indica el nombre binomial seguido del autor, abreviado según las convenciones y usos.	  
- Calycophysum gracile Cogn.
- Calycophysum pedunculatum H.Karst. & Triana
- Calycophysum spectabile (Cogn.) C.Jeffrey & Trujillo
- Calycophysum villosum (Cogn.) Pittier
- Calycophysum weberbaueri Harms